# Osikov
Osikov este o comună slovacă, aflată în districtul Bardejov din regiunea Prešov. Localitatea se află la altitudinea de 367 m deasupra n.m., se întinde pe o suprafață de 13,87 km2 și în 2017 număra 980 de locuitori. Se învecinează cu comuna Bartošovce.

## Istoric
Localitatea Osikov este atestată documentar din 1296.

## Demografie
| An:                | 1994 | 2004   | 2014   | 2024   |
| ------------------ | ---- | ------ | ------ | ------ |
| Număr de persoane: | 864  | 920    | 998    | 1028   |
| Diferență:         |      | +6,48% | +8,47% | +3,00% |

| An:                | 2023 | 2024   |
| ------------------ | ---- | ------ |
| Număr de persoane: | 1020 | 1028   |
| Diferență:         |      | +0,78% |